# (5774) Ratliff
(5774) Ratliff est un astéroïde de la ceinture principale.

## Description
(5774) Ratliff est un astéroïde de la ceinture principale. Il fut découvert le 2 juillet 1989 à l'observatoire Palomar par Eleanor Francis Helin. Il présente une orbite caractérisée par un demi-grand axe de 2,21 UA, une excentricité de 0,08 et une inclinaison de 9,4° par rapport à l'écliptique.

## Compléments